# 小海女歌曲专辑
《小海女歌曲专辑》（日语：あまちゃん 歌のアルバム）是2013年上半年播出的NHK連續電視小說《小海女》的电视剧中使用的歌曲的合輯。在2013年8月28日由勝利娛樂发行。

## 发行背景
本专辑收录了大部分剧中演唱的歌曲。这些歌曲中大多数是大友良英带领的《小海女》音乐制作团队写作的原创歌曲，但也包括了《一直拥有梦想》、《南部潜水员》（南部ダイバー）等电视剧播出前就存在的作品。但电视剧中所播出的歌曲的卡拉OK伴唱版本，包含多数老歌都是根据电视剧需要重新制作的。
作为CD版本的隐藏音轨的是岩手县立種市高等学校海洋开发专业的学生们演唱的《南部潜水员（種市高校完整版）》以及其他收录曲目的伴唱版本。除了7月31日作为单曲发行的《潮聲的回憶》（潮騒のメモリー）以及《一直拥有梦想》之外的歌曲都是初次作为CD发行。
专辑初回版本的特典包括了随机封入的“美横女单曲CD”（《泪眼九月》（涙目セプテンバー）、《落空的十月》（空回りオクトーバー）、《月曆上是十二月》、《飞船的回忆》（宇宙船リメンバー））替换封面以及“GMT所推成员代表色贴纸”。另外作为两版本共同特典的还有“GMT队长入间诗织（松岡茉優）与编舞木下菜津子的《月曆上是十二月》完全舞蹈卡”以及“宮藤官九郎×大友良英 小海女音乐对谈”。
专辑在RecoChoku、iTunes Store等各下载网站上以《小海女歌曲专辑 别册》（あまちゃん 歌のアルバム 別冊）的名称销售，这一版本并无各收录曲的伴唱版本，取而代之的是Sachiko M的主唱所演唱的《潮聲的回憶》（Demo版本）。

## 销售成績
专辑发行当周销售约七万四千张、在2013年9月9日公布的Oricon专辑周榜单中初次登场便获得首位。这也是获得周榜首位的首张连续电视小说相关专辑。
另外，同日发行的由编剧宮藤官九郎监制并选曲的1980年代大热歌曲合辑《春子的房间～小海女 80's HITS～Victor编》在同榜单上获得第十名的成绩。

## 收录曲目

### CD版
1. 《潮聲的回憶》（潮騒のメモリー）
作詞：宮藤官九郎／作曲：大友良英、Sachiko M[9]／編曲：大友良英／演唱：天野春子（小泉今日子）
在戲裏的設定為著名女演員鈴鹿博美出道電影作品《潮聲的回憶》的同名主題曲，由飾演主角的鈴鹿（藥師丸博子）自己演唱，為1986年的大熱歌曲[10]。這首歌對女主角小秋想成為偶像的決定影響極大[11]。小秋的媽媽春子（小泉今日子）在第7週「我的媽媽有段歷史」中演唱過這首歌[11]，小秋和結衣（橋本愛）也曾組成「潮聲的回憶」組合並翻唱這首歌[10]。
這首歌在同年7月31日以「天野春子（小泉今日子）」名義發行單曲CD[10]。
2. 《月曆上是十二月（日语：暦の上ではディセンバー）》
作詞：宮藤官九郎／作曲：大友良英、Sachiko M、江藤直子、高井康生[12]／編曲：高井康生／演唱：美横女学園艺能组合
在戲裏的設定為荒卷太一擔任製作人的當紅偶像組合「阿美橫女學園」的第三張單曲作品，也是「阿美橫女」首張銷量破百萬的單曲[13]。歌曲演唱者包括主唱：Babyraids、水瀨祈以及和声：幸映（日语：幸映）、下垣真香（日语：下垣真香）、野中葵（日语：野中葵）、杉浦舞美、坂口佳穗。
6月29日以「阿美橫女學園」名義在網上發行[14]
3. 《回到故鄉吧》（地元に帰ろう）
作詞：宮藤官九郎／作曲：Sachiko M、大友良英／編曲：大友良英／演唱：GMT
电视剧中的偶像组合「GMT5」的出道单曲。歌曲演唱者包括天野秋（能年玲奈）、入间诗织、远藤真奈（大野絲）、喜屋武爱伦（藏下穗波（日语：蔵下穂波））、小野寺薫子（優希美青）、薇若妮卡（齊藤安里奈（日语：斎藤アリーナ））。
第107集（8月2日播出）中有荒卷太一（古田新太）对歌曲无故加工的场景，但专辑收录版本并没有加工。
4. 《一直拥有梦想（日语：いつでも夢を）》
作詞：佐伯孝夫（日语：佐伯孝夫）／作曲、編曲：吉田正（日语：吉田正）／演唱：橋幸夫、吉永小百合
电视剧中这首歌曲由不同人演唱过许多次，在第116集（8月13日播出）中橋幸夫以本人身份出演[15]，并与天野夏（宮本信子）合唱本曲。专辑中收录的则是由橋幸夫和吉永小百合演唱的原版。
5. 《南部潜水员》（南部ダイバー）
作詞・作曲：安藤睦夫／編曲：高井康生／演唱：磯野先生（皆川猿時）、北三陸高校潜水土木科学生</ref>
专辑中收录的是第29集（5月3日播出）中天野秋入学时在教室中演唱歌曲的版本。演唱者有：主音：磯野先生、天野秋，和声：種市浩一（福士蒼汰）、北三陸高校潜水土木科学生（群众演员）。相比播出的版本只有一段歌词，专辑中的版本演唱了全部两段歌词。
6. 《潮聲的回憶》（太卷Demo ver）
演唱：荒卷太一
7. 《回到故鄉吧》（太卷Demo ver）
演唱：荒卷太一
8. 《收旧自行车!》（いらないバイク買い取るぞう!）
作詞：宮藤官九郎／作曲、編曲：大友良英／演唱：飯森沙百合、井上朋子、後川美花、松本多映子、木下菜津子
第92集（7月16日播出）中天野秋初次出演的电视剧《恭喜律师》Part14播出时的广告歌曲。
9. 《潮聲的回憶》（座敷列車ver）
演唱：「潮聲的回憶」
第53集（5月31日播出）中在座敷列車中演唱歌曲的版本。歌曲演唱者包括天野秋与足立结衣。
10. 《南部潜水员》（種市高校Full ver）
和声：種市高校海洋开发科平成25年度3年生
11. 《月曆上是十二月》（Original Karaoke）
12. 《回到故鄉吧》（Original Karaoke）
13. 《一直拥有梦想》（1964 ver Karaoke）
14. 《南部潜水员》（Karaoke）
15. 《潮聲的回憶》（酒家梨明日 Karaoke）

### 下载版
1. 《潮聲的回憶》
2. 《月曆上是十二月》
3. 《回到故鄉吧》
4. 《一直拥有梦想》
5. 《南部潜水员》（教室ver）
6. 《潮聲的回憶》（太卷Demo ver）
7. 《回到故鄉吧》（太卷Demo ver）
8. 《收旧自行车!》
9. 《潮聲的回憶》（座敷列車ver）
10. 《潮聲的回憶》（秘蔵Demo）
歌曲制作当初的demo版本、Sachiko M演唱、大友弹奏吉他。

## 相关项目
- 《小海女》的音乐（日语：あまちゃんの音楽）
- 晨间小说连续剧“小海女”原声带（日语：連続テレビ小説「あまちゃん」オリジナル・サウンドトラック）
- 春子的房间～小海女 80's HITS～（日语：春子の部屋〜あまちゃん 80's HITS〜）